# Miloš Bečvář
Miloš Bečvář (* 21. Januar 1957 in Strakonice) ist ein ehemaliger tschechoslowakischer Skilangläufer.

## Werdegang
Bečvář, der für den Dukla Liberec startete, trat international erstmals bei den Olympischen Winterspielen 1980 in Lake Placid in Erscheinung. Dort belegte er den 44. Platz über 15 km, den 32. Rang über 30 km und den neunten Platz mit der Staffel. In der Saison 1981/82 errang er mit Platz acht in Brusson über 30 km und Platz zwei in Kastelruth über 15 km, den 23. Platz im Gesamtweltcup und erreichte damit seine beste Gesamtplatzierung. Zudem erreichte er mit diesem zweiten Platz seine einzige Podestplatzierung im Weltcupeinzel. Beim Saisonhöhepunkt, den Weltmeisterschaften 1982 in Oslo, kam er auf den 38. Platz über 30 km, auf den 36. Rang über 15 km und auf den 22. Platz über 50 km. Bei den Olympischen Winterspielen 1984 in Sarajevo belegte er den 29. Platz über 15 km, den 27. Rang über 30 km und den 23. Platz über 50 km. Im folgenden Jahr lief er bei den Weltmeisterschaften in Seefeld in Tirol auf den 51. Platz über 15 km, auf den 26. Rang über 30 km und auf den fünften Platz über 50 km. Zudem wurde er dort zusammen mit Milan Blaško, Pavel Benc und Petr Lisičan Achter in der Staffel. Zwei Jahre später kam er bei den Weltmeisterschaften in Oberstdorf auf den 27. Platz über 15 km klassisch, auf den 25. Rang über 30 km klassisch und zusammen mit Ladislav Švanda, Petr Lisičan und Pavel Benc auf den vierten Platz mit der Staffel. Im Januar 1988 wurde er beim Weltcup in Štrbské Pleso Dritter mit der Staffel.
Bei den tschechoslowakischen Meisterschaften siegte Bečvář viermal über 30 km (1983, 1984, 1986, 1987), dreimal mit der Staffel von Dukla Liberec (1983, 1986, 1988), zweimal über 50 km (1981, 1985) und einmal über 15 km (1984).